# Adamantinasuchus
Adamantinasuchus navae
Genre
Espèce
Adamantinasuchus est un genre fossile de petits crocodyliformes, un clade qui comprend les crocodiliens modernes et leurs plus proches parents fossiles. Il est rattaché au sous-ordre des Notosuchia (ou notosuchiens en français),.
Une seule espèce est rattachée au genre : Adamantinasuchus navae, décrite par les paléontologues brésiliens Pedro Henrique Nobre et Ismar de Souza Carvalho en 2006.

## Étymologie
Son nom de genre Adamantinasuchus est composé du nom de la formation géologique brésilienne d'Adamantina où les fossiles ont été trouvés et du mot du grec ancien Soũkhos, « crocodile » pour donner « crocodile de la formation d'Adamantina ». 

## Découverte et datation
Sept spécimens ont été découverts dans le sud du Brésil près de la ville de Marília dans l'État de São Paulo. Il s'agit principalement de fossiles de crânes, accompagnés de quelques restes post-crâniens. 
Ils proviennent  de la formation géologique d'Adamantina du Crétacé supérieur dont l'âge plus précis est discuté entre le Turonien et le Maastrichtien. Selon Judd A. Case en 2017, la formation daterait du Maastrichtien (au sommet du Crétacé supérieur), soit il y a environ entre 72,2 et 66,0 millions d'années.

## Description

### Taille
Adamantinasuchus est un Crocodyliformes terrestre de petite taille, de l'ordre de 0,50 mètre de longueur totale.

### Crâne
Adamantinasuchus présente des caractéristiques morphologiques très similaires à celles de Mariliasuchus, un autre petit Crocodyliformes découvert dans la même formation géologique.
Son crâne est relativement petit avec de grandes orbites, mesurant environ 6 centimètres de long et 3 centimètres de haut. Ses dents sont hétérodontes, les deux premières paires ressemblent à de petites incisives pointues, elles sont suivies d'une paire de dents plus grandes fonctionnant comme des crocs. Les dents maxillaires sont au nombre de sept. Cette morphologie dentaire rappelle celle de Yacarerani, un notosuchien du Crétacé supérieur de Bolivie.
Adamantinasuchus était probablement carnivore ou omnivore et se nourrissait de petits vertébrés ou de carcasses d'animaux. Les incisives et canines tranchantes situées à l'avant servaient vraisemblablement à couper, tandis que les dents postérieures, semblables à des molaires, permettaient d'écraser la nourriture.

## Classification
Adamantinasuchus est un Notosuchia placé en groupe frère avec le genre Yacarerani par les inventeurs de ce dernier genre en 2009 et par O'Connor en 2010. Cette association est reprise en 2014 par Diego Pol et ses collègues qui la placent dans la famille des Sphagesauridae au sein des Ziphosuchia, un clade de Notosuchia.
Bronzati et ses collègues en 2012 l'incluent dans une polytomie avec les genres Pakasuchus et Yacarerani.